# Сили на Ван дер Ваалс
В молекулната физика, силите на Ван дер Ваалс представляват сили на взаимодействия между атомите и молекулите, зависещи от разстоянието. Кръстени са на холандския учен Йоханес ван дер Ваалс. Терминът сили на Ван дер Ваалс понякога се използва взаимозаменяемо с междумолекулни сили (сили на Дебай). Той може да включва следните сили на взаимодействие: между моментно индуцирани диполи (дисперсионни сили), между постоянен дипол и съответния му индуциран дипол, и между постоянни диполи.
Различават се от ковалентните и йонните връзки по това, че се причиняват от корелации във флуктуациите на поляризацията на съседни частици (следствие от квантовата динамика). За разлика от химичните връзки, осъществявани чрез елекростатични сили (йонна връзка) или чрез обща електронна двойка (ковалентна връзка), тези сили са сравнително слаби и по-податливи на смущения. Силите на Ван дер Ваалс изчезват бързо при по-голямо разстояние между взаимодействащите молекули. Ако не присъстват никакви други сили, разстоянието, при което силата между два атома от сила на привличане става сила на отблъскване, се нарича контактно разстояние на Ван дер Ваалс. Това се дължи на електронните облаци на двата атома, които започват да се отблъскват. Възможно е да се докаже, че силите на Ван дер Ваалс са със същия произход като ефекта на Казимир, пораждани от квантови взаимодействия в поле с нулева енергия.
Тези сили играят фундаментална роля в разнообразни научни области като надмолекулярната химия, структурната биология, полимерната наука, нанотехнологиите, физикохимията на повърхностите и физиката на кондензираната материя. Силите на Ван дер Ваалс определят и свойствата на органичните съединения и молекулярните кристали, включително тяхната разтворимост в полярна и неполярна химична среда.

## Определение и особености
Силите на Ван дер Ваалс включват привличане и отблъскване между атоми, молекули, повърхности, както и други междумолекулни сили. Различните текстове използват термина сили на Ван дер Ваалс за различни неща: някои ги описват като съвкупността от междумолекулни сили (включително отблъскване), докато други имат предвид само силите на привличане.
Междумолекулните сили имат 4 основни съставляващи:
1. Компонента на отблъскване, дължаща се на принципа на Паули, предотвратяваща разпадането на молекулите.
2. Електростатични взаимодействия на привличане или отблъскване между постоянните заряди, диполи, квадриполи и като цяло между постоянни многополи.
3. Индукция (или поляризация), която е взаимодействие на привличане между постоянен многопол на една молекула с индуциран дипол на друга.
4. Дисперсия, която е взаимодействие на привличане между всяка двойка молекули, включително и неполяризирани атоми.

Главните характеристики на силите на Ван дер Ваалс са:
- Те са по-слаби от нормалните ковалентни и йонни връзки.
- Те са адитивни и не могат да се пренаситят.
- Нямат характеристика за посока.
- Те са сили с малък обсег и засягат взаимодействия само между най-близките частици.
- Не зависят от температурата, освен при взаимодействия между два дипола.

С изключение на тези между атомите на 2 благородни газа, всички междумолекулни сили и сили на Ван дер Ваалс са анизотропни, т.е. те зависят от относителната ориентация на молекулите. Взаимодействията на индукция и дисперсия винаги са такива на привличане, независимо от ориентацията, но електростатичното взаимодействие променя знака при завъртане на молекулите. Тоест, електростатичната сила може да е такава на привличане или на отблъскване, в зависимост от взаимната ориентация на молекулите. Когато 2 молекули са в термално движение (например в състояние на газ или течност), електростатичната сила в голяма степен се усреднява, тъй като молекулите се въртят термално и следователно претърпяват както привличащи, така и отблъскващи части на електростатичната сила. Ефектът на термалното усредняване се проявява много по-малко при силите на привличане от индукция и дисперсия.
Потенциалът на Ленард-Джоунс често се използва като приблизителен модел за изотропната част на общата (привличане плюс отблъскване) сила на Ван дер Ваалс като функция от времето. Силите на Вад дер Ваалс са отговори за някои случаи на разширяване на спектралните линии и молекули на Ван дер Ваалс.
Бидейки най-слабата от слабите химични сили, оценявани между 0,4 и 4 kJ/mol, те все пак могат да издържат цялостен структурен товар, когато присъстват множество такива взаимодействия. Такава сила се поражда от промени в електронната плътност. По-конкретно, електронната плътност може временно да се измести повече към едната страна на ядрото. Това създава преходен заряд, към който съседен атом може да се привлече или да се отблъсне. Когато разстоянието между 2 атома е повече от 0,6 nm, силата не е достатъчно голяма за да бъде наблюдавана. В същото време, когато междуатомното разстояние намалее под 0,4 nm, силата става отблъскваща.

## Сили на Ван дер Ваалс между макроскопични обекти
За макроскопични тела с познат обем и брой атоми или молекули на единица площ, общата сила на Ван дер Ваалс често се изчислява, основавайки се на „микроскопичната теория“ като сумата на всички взаимодействащи двойки. Нужно е да се интегрира по целия обем на обекта, което прави изчислението зависимо от формата на обекта. Например енергията на взаимодействие на Ван дер Ваалс между сферични тела с радиуси R1 и R2 и с гладки повърхности е приблизително изчислена през 1937 г. от Хюго Кристиан Хамакер чрез:

| {\displaystyle {\begin{aligned}&U(z;R_{1},R_{2})=-{\frac {A}{6}}\left({\frac {2R_{1}R_{2}}{z^{2}-(R_{1}+R_{2})^{2}}}+{\frac {2R_{1}R_{2}}{z^{2}-(R_{1}-R_{2})^{2}}}+\ln \left[{\frac {z^{2}-(R_{1}+R_{2})^{2}}{z^{2}-(R_{1}-R_{2})^{2}}}\right]\right)\end{aligned}}} | \| \| \| \| \| \| \| \| | (1) |
| |                         |     |
| |                         |     |
където A е константата на Хамакер, която зависи от свойствата на веществото (~10−19 − 10−20 J) и може да е положителна или отрицателна в зависимост от средата, а z е разстоянието между центровете, т.е. сборът на R1, R2 и r: {\displaystyle \ z=R_{1}+R_{2}+r}.
В границите на близкия подход, сферите са достатъчно големи в сравнение с разстоянието между тях, т.е. {\displaystyle \ r\ll R_{1}} или {\displaystyle R_{2}}, така че уравнението за функцията на потенциалната енергия може да се опрости до:

| {\displaystyle \ U(r;R_{1},R_{2})=-{\frac {AR_{1}R_{2}}{(R_{1}+R_{2})6r}}} | \| \| \| \| \| \| \| \| | (2) |
|                                                                            |                         |     |
|                                                                            |                         |     |
Силата на Ван дер Ваалс между две сфери с константни радиуси (R1 и R2 се считат за параметри) тогава е функция на отделяне, тъй като силата върху обект е обратна по знак на производната на функцията на потенциалната енергия, {\displaystyle \ F_{VW}(r)=-{\frac {d}{dr}}U(r)}. Оттук следва:

| {\displaystyle \ F_{VW}(r)=-{\frac {AR_{1}R_{2}}{(R_{1}+R_{2})6r^{2}}}} | \| \| \| \| \| \| \| \| | (3) |
|                                                                         |                         |     |
|                                                                         |                         |     |
Силата на Ван дер Ваалс между обекти с друга геометрия, използвайки модела на Хамакер, са публикувани в научната литература.
От изразите по-горе може да се види, че силата на Ван дер Ваалс намалява с по-малкия размер на телата. Въпреки това инерционните сили (например гравитация), я намаляват още повече. Впоследствие силите на Ван дер Ваалс стават доминиращи за системи от много малки частици, като например сухи прахове с много фини частици (където не присъстват капилярни сили), макар силата на привличане да е по-малка, отколкото при по-големи частици от същото вещество. Такива прахове се наричат кохерентни, което ще рече, че те не се толкова втечняват лесно. Обикновено свободен поток настъпва при частици с размер по-голям от 250 μm.
Силата на Ван дер Ваалс за слепване зависи и от топографията на повърхността. Ако присъстват неравности на повърхността, водещи до по-голяма обща площ на контакт между двете частици или между частица и стена, това увеличава силата на Ван дер Ваалс на привличане, както и склонността към механично съединяване.
Микроскопичната теория взема предвид адитивността по двойки. Тя пренебрегва взаимоотношенията на множество тела и забавянето. По-точен подход, който отчита тези ефекти, е разработен от Евгений Лифшиц (Евгени Лифшиц) през 1956 г. Изразяване на силите на Ван дер Ваалс за различни геометрии, използвайки теорията на Лифшиц, също са публикувани.

## В животинския свят
Способността на геконите, които могат да се задържат върху стъклена повърхност само с един крак, да се изкачват по гладки повърхности е приписвана в продължение на много години главно на силите на Ван дер Ваалс между тези повърхности и миниатюрната четина по краката им. По-късни проучвания сочат, че капилярното прилепване играе роля, макар тези хипотези да са отхвърлени от най-скорошните изследвания. Най-новите изследвания сочат, че прилепването на геконите всъщност се определя от електростатичното взаимодействие (предизвиквано от електрификация при контакт), а не от капилярните сили или силите на Ван дер Ваалс.
Сред членестоногите някои паяци имат подобна четина, което им позволява да висят с главата надолу от изключително гладки повърхности, като например стъкло и порцелан.

## В съвременната технология
През 2008 г. започват да се правят опити за създаване на сухо лепило, което се възползва от този ефект, а през 2011 г. е постигнат успех при създаването на лепяща лента, работещо на подобен принцип.
През май 2014 г. DARPA демонстрира „Geckskin“ – адхезивен еластомер, който позволява на 100-килограмов изследовател (с 20 kg записващи устройства) да изкатери с такива ръкавици 8-метрова стъклена стена. Тестовете продължават, а DARPA се надява технологията да стане приложима във военното дело, придавайки на войниците способности, подобни на тези на Спайдърмен в градска среда.